# Taraka hamada
Forest Pierrot (Taraka hamada) là một loài bướm ngày nhỏ được tìm thấy ở Ấn Độ, thuộc họ Bướm xanh.

## Phân bố
Nó phân bố ở Ấn Độ từ Sikkim đến Assam và đến Myanmar và phía nam đến Chittagong Hill Tracts. Chúng cũng có mặt ở miền tây và trung Trung Quốc, Vân Nam, bán đảo Mã Lai, Sumatra, Borneo, Java và có thể ở Bali và Lombok.

## Hình ảnh

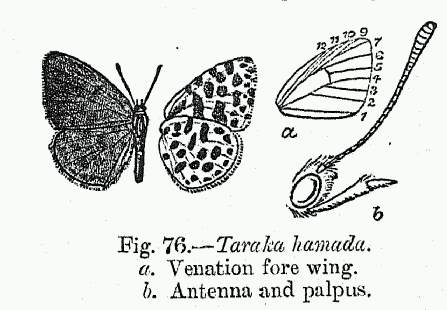
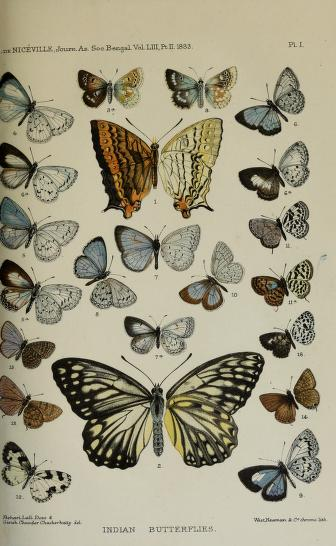